# 麥玲玲
麥玲玲（英文：CoCo，1966年2月3日—），人称“玲玲姐”、“玲玲师傅”，香港女性堪輿學家，也是两岸三地为数不多的女性堪舆学家。麥玲玲被TVB称为香港首屈一指的“玄学天后”。現時為無綫電視基本藝人合約藝員。

## 背景

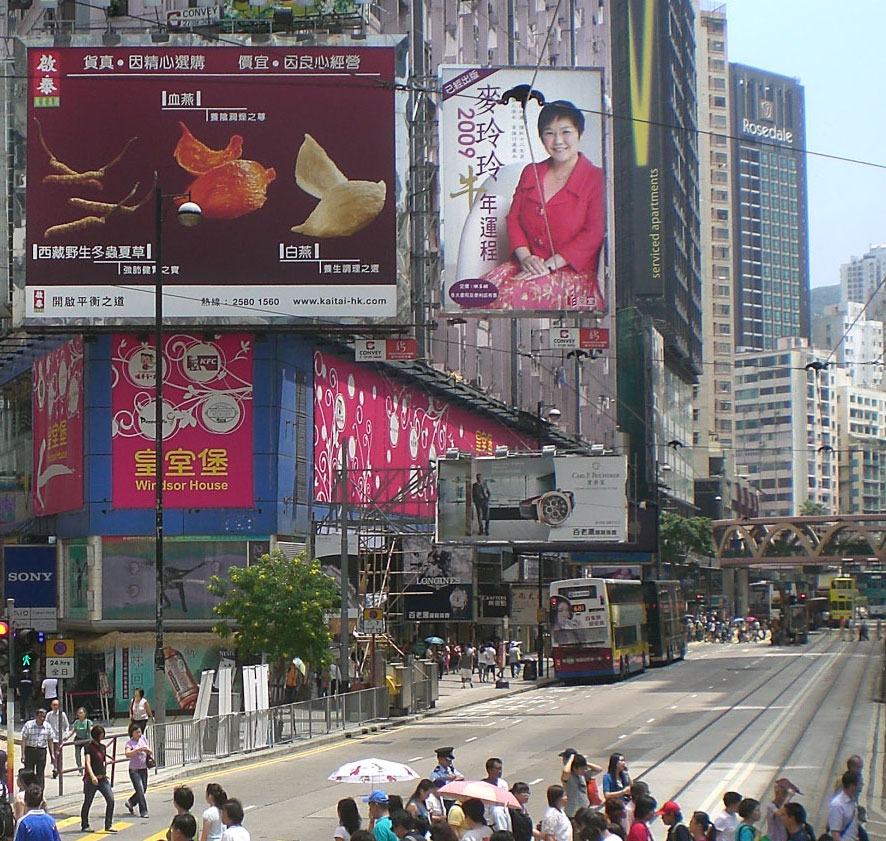
麥玲玲在街頭上的大型戶外廣告

麦玲玲小時候在香港島中環蘇豪區士丹頓街的唐樓出生和居住。她畢業於英皇書院同學會小學（1978年第18屆小六），後於1983年畢業於英華女學校，與新城財經台助理台長兼節目主持呂婉瑩為同班同學。在校時因為修讀中國文化科而對中國生肖、《易經》等產生濃厚興趣。亦因為受風水師宋韶光在電視節目上講述生肖運程影響。於是開始鑽研風水命理。1987年，她当时收聽風水專家林真的電台節目，繼而向林真拜师學藝。後來在1992年大專畢業後任職秘書，再到吳伯仲律師行當律師文員，並兼職算命師。她自1996年起轉型為全職風水師，客戶包括證券行及大型地產公司。2000年龍年開始上電視講運程，是跨媒体人，活跃于两岸三地多家著名媒体，为多档综艺、资讯节目担任主持人和嘉宾。同时也客串演出多部香港电影和电视剧，也与香港流行乐hip-hop组合农夫合唱RAP歌曲《风生水起》。她在2013年2月加入香港無綫電視簽約成為旗下女藝人。同年9月開始拍攝電視劇，參演《八卦神探》（前名《牛頭愛搭馬嘴》）。
麥玲玲過往出版了多本卖座的堪舆学丛书，也為多份香港和两岸三地多份华语報章雜誌撰寫風水命理專欄。近年，她担任多家中外网站、移动互联网公司的风水师傅，并拍摄多个网上风水术数节目。另外，她开设的风水国学研究公司吉庆堂 （页面存档备份，存于）的业务遍及香港和两岸三地。海内外多个房地产商和建筑公司會邀请麦玲玲担任风水指导。而麦玲玲也不时接受两岸三地多个媒体和学术机构的邀请，为觀眾讲授风水国学知识。自入行以來，她曾與其他堪輿學家引起爭執。例如李丞責鬧出誹謗事件。2016年4月，《蘋果日報》找了麥玲玲為年屆90歲的英女王伊利沙伯二世算命。麥玲玲根據英女王出生時間，指春天出生的英女王財運極旺，一生衣食無憂，是大富大貴之格局。又指出英女王的出生為魁罡日，有領導才能，受人敬重，但子女及兒媳關係會較差。其後被香港網民揶揄為「神機妙算」。

## 失誤事件
麥玲玲一次擔任無綫電視節目《王傑地靈》嘉賓時，她不慎把羅庚的使用方法弄錯，把羅庚上南和北的方向倒轉，指南為北，竟以為羅庚的針尖是指向北方（實為南方），節目播出時，她將「南」說成「北」，結果被傳媒大肆報導，且被行內人議論紛紛。經同行指正後，麥玲玲已經重新掌握羅庚正確用法。
2014年6月，麥玲玲被問及藝人方力申和鄧麗欣的姻緣運，指出他們的戀情漸見穩定，後一至兩年也是有利他們結婚的年份，而2016年他們更有機會有喜，但最終二人在2016年3月對外宣佈分手。
之後在2015年10月，麥玲玲於報章上指出安志杰與Jessica C兩人生肖皆屬龍，夫妻宮相沖，會比較煩，並不看好二人婚姻。但安志杰於微博澄清其生肖為丁巳蛇年(1977年)，並打趣勸麥玲玲不如另覓新工作。
2018年11月13日，麥玲玲於報章上指出馬國明與黃心穎豬年有機會結婚，隔年4月16日卻由《蘋果日報》曝光安心偷食事件。
2024年2月14日，麥玲玲提議女團Avantgardey以內地爆紅的洗腦曲《科目三》做背景音樂拍短片，片段上載後一小時後刪片。

## 著作
- 《緣來有理》
- 《踏上青雲路》
- 《家擇好風水》
- 《面相天書》
- 《每年運程書籍》

## 演出作品

### 主持 / 參與節目

##### 電台節目
- 《玄學123》（香港人網節目，拍檔主持為葵青區議會周偉雄議員）
- 2011年至2014年：《一八七二麥玲玲》（商業電台深夜節目一八七二遊花園內）

##### 電視節目
- 2005年：《奇幻潮》（無綫電視）
- 2006年：《玄機解碼》（有線電視）
- 2007年：《人傑地靈》（無綫電視）
- 2008年：《行運有「玄」因》（有線電視）
- 2009年、2010年、2011年：《怪談》（有線電視）
- 2010年：《千奇百趣Summer Fun》（無綫電視）
- 2011年：《千奇百趣省港澳》（無綫電視）
- 2012年：《手語隨想曲》（香港電台電視部）
- 2014年1月25日及以后每年春节前夕：《笑逐言开》[15]（凤凰卫视）
- 2014年：《明星愛廚房》（無綫電視）
- 2016年：《新春開運王》（無綫電視）
- 2016年：《男人食堂》（無綫電視）
- 2016年：《夢想車華》（無綫電視）
- 2016年：《Sunday好戲王》（無綫電視）
- 2016年：《洗衣鋪群星事件簿》（無綫電視）
- 2016年：《我愛香港》（無綫電視）
- 2017年：《有風有水有轉機》（AEC）
- 2017年：《新春開運王2》（無綫電視）
- 2017年：《樓市點睇》（無綫電視）
- 2017年：《Ben Sir研究院》（無綫電視）
- 2017年：《最緊要好好玩·消暑版》（無綫電視）
- 2017年：《終極街頭魔法王》（無綫電視）
- 2018年：《新春開運王3》（無綫電視）
- 2020年：《天天開運王》（無綫電視）
- 2021年：《天天開運王》／開運王金牛迎新歲
- 2023年：《玲玲友情報》（無綫電視）
- 2024年：《2024風生水起》（無綫電視）
- 2024年：《龍舞雲祥年初一》[16]（無綫電視）

### 電影
- 2009年：死神傻了
- 2010年：抱抱俏佳人
- 2011年：猛男滾死隊
- 2011年：我愛HK開心萬歲
- 2011年：勁抽福祿壽
- 2011年：最強囍事
- 2012年：2012我愛HK 喜上加囍
- 2012年：八星抱喜
- 2012年：低俗喜劇
- 2014年：微交少女
- 2015年：猛龍特囧
- 2016年：選老頂
- 2016年：失戀日
- 2017年：我要發達
- 2017年：愛情奴隷獸
- 2018年：我的情敵女婿
- 2025年：麻雀女王追男仔

### 電視劇（無綫電視）
| 年份   | 劇名          | 角色                 |
| 2014年 | 新抱喜相逢    | 風水師               |
| 2014年 | 八卦神探      | 董綽                 |
| 2017年 | 親親我好媽    | 譚劍蘭               |
| 2018年 | 溏心風暴3     | 盧醫師               |
| 2018年 | 宮心計2深宮計 | 金畢妧               |
| 2019年 | 解決師        | 猜萬夫人（特別演出） |
| 2020年 | 法證先鋒IV    | 麥校長（特別演出）   |
| 2021年 | 逆天奇案      | 霍鄧如雁（霍太）     |
| 2022年 | 美麗戰場      | 張美娟（特別演出）   |
| 2023年 | 法言人        | 白綺曼（特別演出）   |
| 2024年 | 逆天奇案2     | 霍鄧如雁（霍太）     |

### 廣告
- 2010年：OSIM uSoffa 按摩梳化
- 2010年：Skittles 彩虹糖（配音）
- 2011年：康業信貸快遞「精明樓按」（10分鐘電視特輯廣告雜誌）
- 2012年：彩福婚宴
- 2012年：Royal Body Perfect 皇室纖形
- 2014年-2022年：維特健靈活關素
- 2016年：Pizza Hut 芝士7重奏
- 2016年：591租屋 房屋交易網
- 2016年：安記海味 臘腸
- 2017年：高露潔 纖柔牙刷
- 2018年：潔霸特濃抗菌洗衣液
- 2019年：日本城 Easy Buy及網店
- 2022年：紫叮噹

## 音樂作品
- 農夫——風生水起 feat. 麥玲玲
- 農夫——O' FAMA

## 外部連結
- 麥玲玲網頁 （页面存档备份，存于）
- HAUR FENG SHUI 網頁 （页面存档备份，存于）
- 吉庆堂 （页面存档备份，存于）
- 麥玲玲的新浪微博